# トリセチン
トリセチン(Tricetin)は、フラボンの1つである。ユーカリ等のネズモドキ亜科の花粉に含まれる珍しいアグリコンである。ヒトの乳腺癌細胞MCF-7において、抗がん効果が示されている。